# Nihon no fikusā
Pour plus de détails, voir Fiche technique et Distribution.
Nihon no fikusā (日本の黒幕) est un film japonais réalisé par Yasuo Furuhata et sorti en 1979. le film dépeint la collusion entre les organisations japonaises de droite et le monde politique et des affaires. Yamakuni s'inspire de Yoshio Kodama et Tasuo Osanai s'inspire de l'ancien primeminister du Japon Kakuei Tanaka.

## Synopsis
Il dépeint Yamakuni, un homme qui peut décider et éliminer le Premier ministre d'un pays, et un garçon qui a tenté de l'assassiner.

## Fiche technique
- Titre : Nihon no fikusā
- Titre original : (日本の黒幕?)
- Titre anglais : '
- Réalisation : Yasuo Furuhata
- Scénario : Kōji Takada (ja)
- Photographie : Toru Nakajima
- Musique : Hajime Kaburagi (ja)
- Production : Gorō Kusakabe
- Sociétés de production : Tōei
- Pays d'origine :  Japon
- Langue originale : japonais
- Format : couleurs — 1,85:1 — 35 mm — son mono
- Genre : drame
- Durée : 131 minutes
- Date de sortie :
  - Japon : 27 octobre 1979

## Distribution
- Shin Saburi : Yamakuni
- Masakazu Tamura : Imaizumi
- Kayo Matsuo (ja) : Masako Yamaoka
- Kyōko Enami : Toshiko Yamaoka
- Akira Nakao (en): Dan
- Seizō Fukumoto : Nakahashi
- Nenji Kobayashi : Shunsuke Mizumaki
- Ichirō Nakatani : Yoshino
- Kunie Tanaka : Tatsuo Ryuzaki
- Ichirō Arishima : Heikichi Shibuya
- Mikio Narita : Yasuzo Morishima
- Shōgo Shimada : Mitamura
- Chomei Soganoya : Tasuo Osanai
- Tatsuo Umemiya : Takayoshi Oguri